# 夏斯季耶
夏斯佳（烏克蘭語：Щастя，羅馬化：Shchastia，發音：[ˈʃt͡ʃɑsʲtʲɐ]），又按俄语名译为夏斯季耶是乌克兰东部盧甘斯克州夏斯佳區夏斯佳市鎮的城市及行政中心，乌克兰行政区划改革前先后隶属于卢甘斯克市议会和新艾達爾區。該市距離首府卢甘斯克20公里，始建於18世纪，面積1.11平方公里，海拔高度45米，2022年人口数量为11,411人。这座城市的名字在乌语和俄语中皆意为“幸福”。

## 历史
1950年代，该市北部建成了大型发电站盧甘斯克熱電站。
在2014年顿巴斯战争中，该市爆发了战斗。4月下旬頓巴斯親俄武裝占领了该市；6月14日，乌克兰武装部队夺回该市，主要战斗任务由志愿军艾达尔营完成。然而根据国际特赦组织的说法，艾达尔营在该市及附近城镇“几乎没有监督或控制”，犯下了战争罪行。根据当地居民的反映，这些战争罪行一直持续到艾达尔营被乌克兰武装部队正式收编为止。
2015年5月17日，乌克兰军队在该市抓获2名俄军士兵，但这两人在5月19日的记者会上拒绝回答其是否系俄军士兵的提问。俄国防部发言人伊戈尔·科纳申科夫表示，被扣押的两人并不是俄军的现役军人，他还呼吁乌克兰当局释放该两人。
2022年2月24日，该市被俄罗斯军队迅速攻占。根据盧甘斯克州州長谢尔盖·盖达伊和当地居民的说法，该市有八、九成的建筑被炮弹炸成废墟。

## 人口
在2001年烏克蘭人口普查中母语人数的分布情况为：
- 俄语：88.0%
- 乌克兰语：11.2%

## 图集

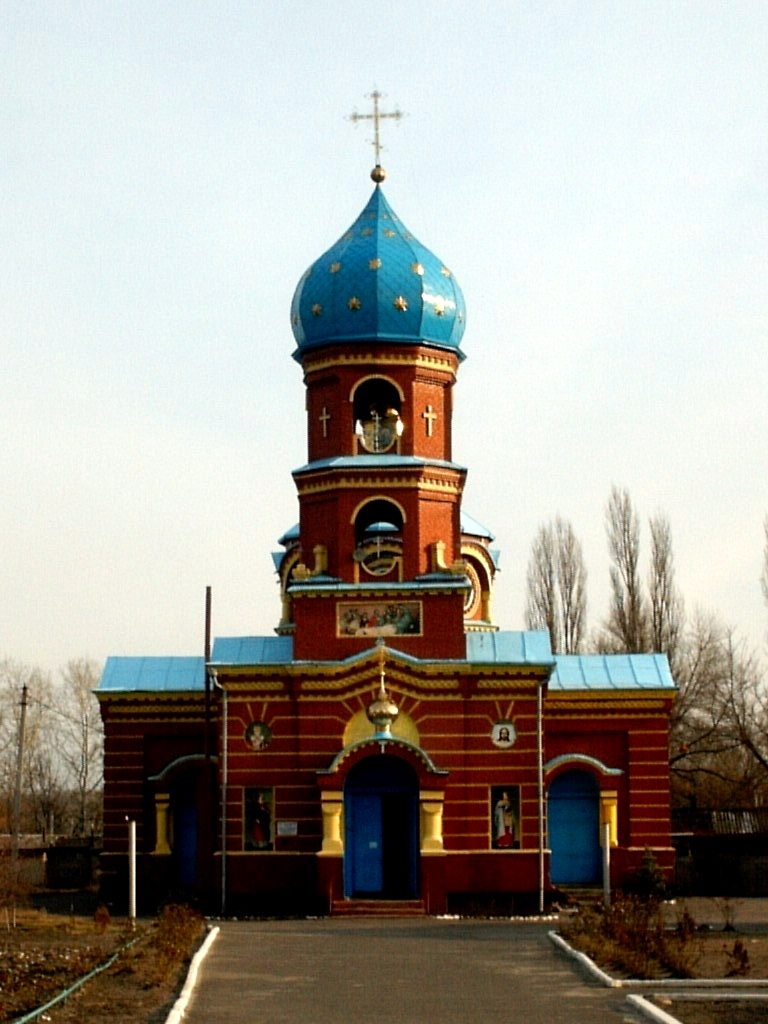
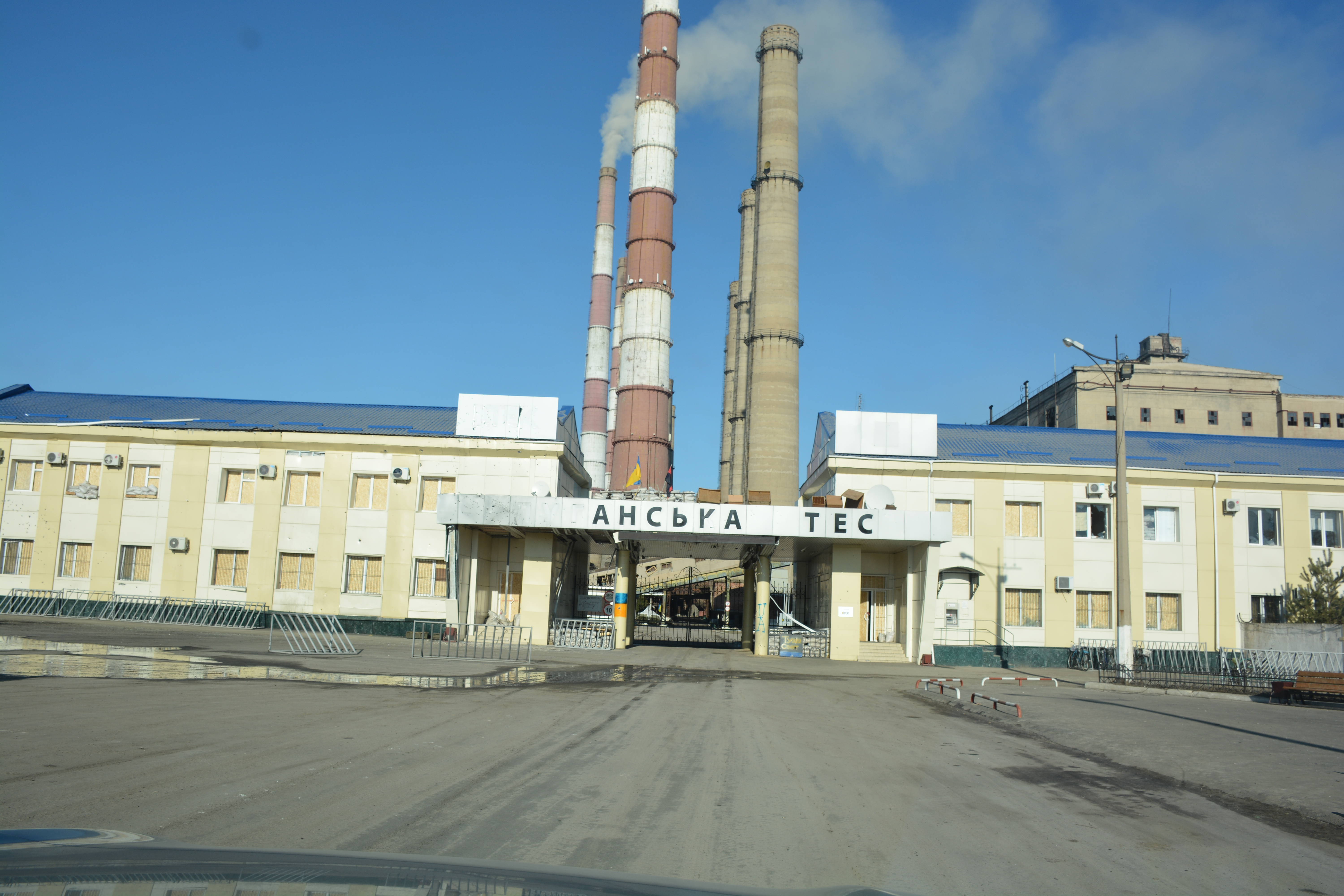
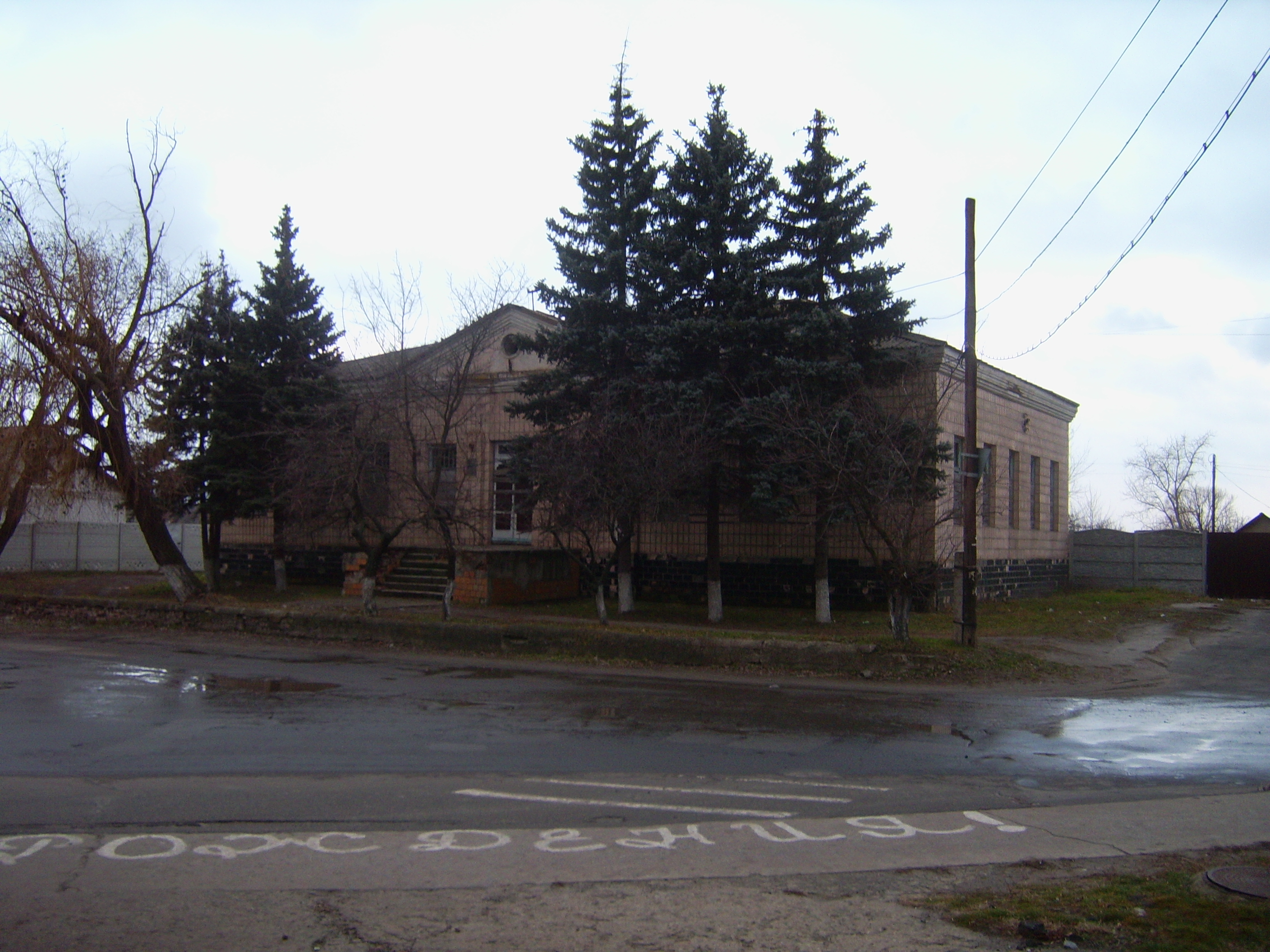
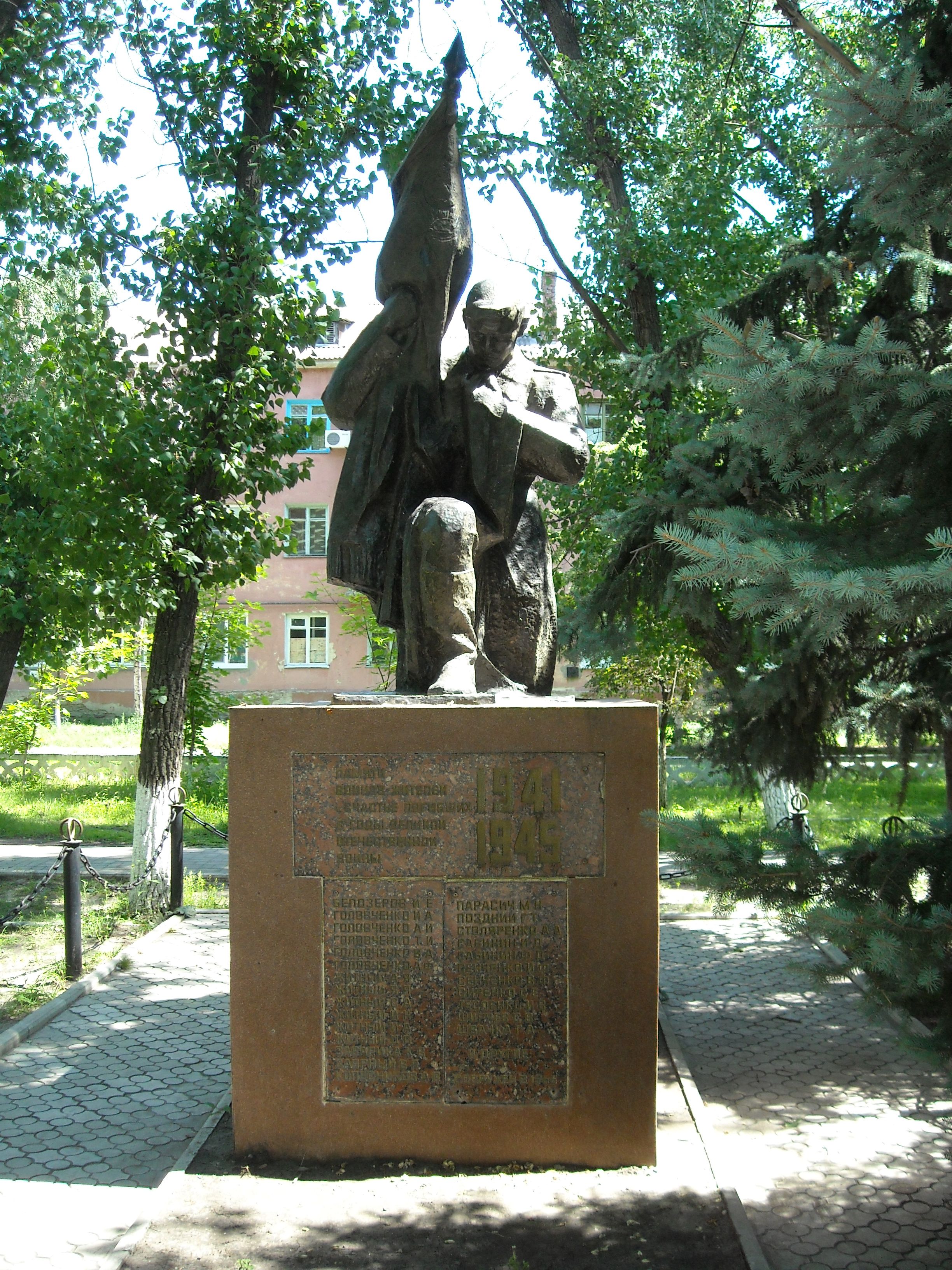
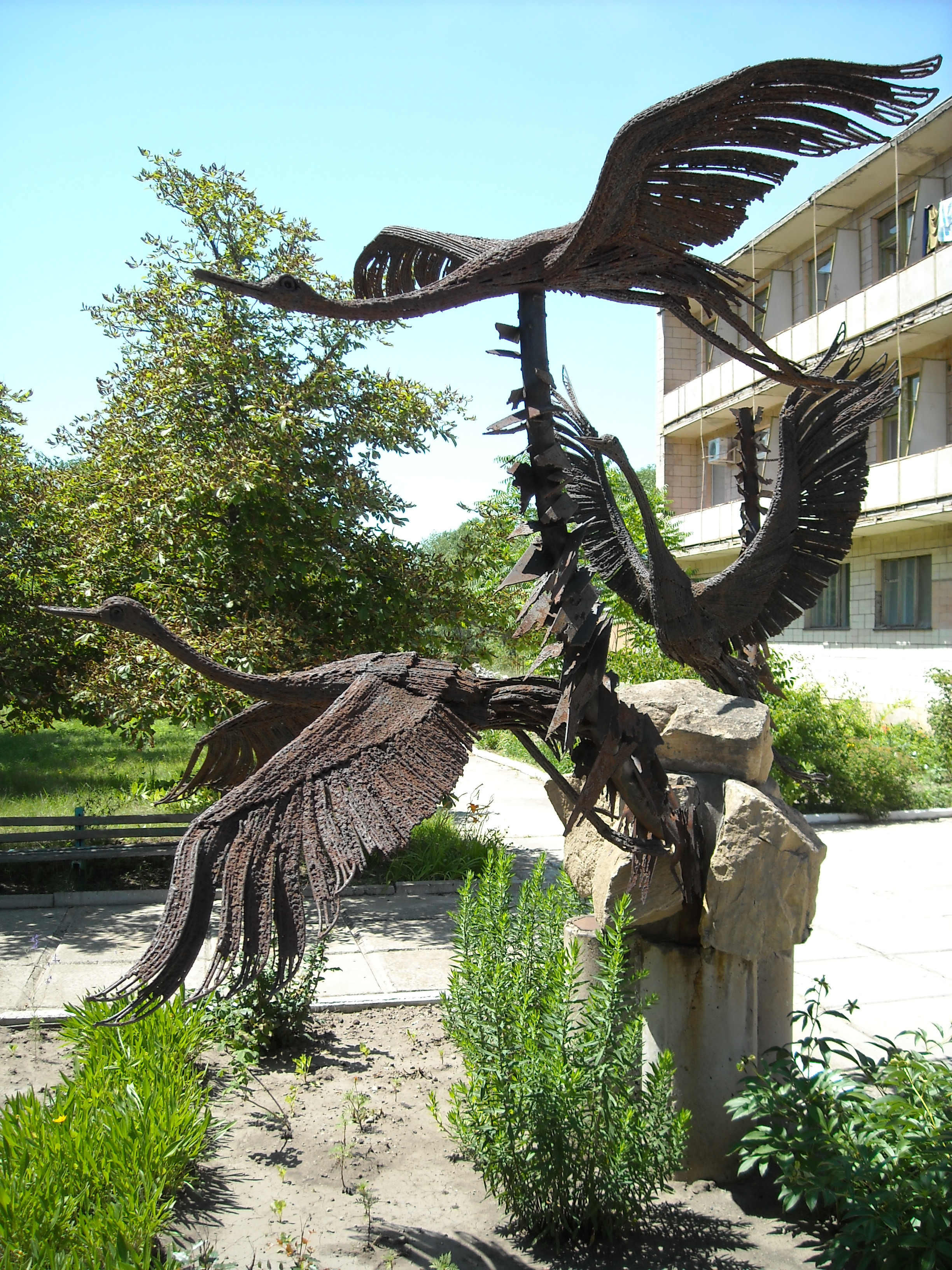

## 來源
1. ↑  . 烏克蘭總統辦公室. 2022-09-23 （乌克兰语）.
2. ↑  . 红十字国际委员会. 2022-03-09  [2024-01-24]. （原始内容存档于2023-07-31） （中文）.
3. ↑  李夜; 周俊英 (编). . . 北京: 商务印书馆: 793. 1999-08. ISBN 978-7-100-02651-2. OCLC 1054273558. NLC 000018054.（简体中文）
4. ↑  . 新华社. 2015-05-01 （中文（中国大陆））.
5. ↑   (PDF). 乌克兰国家统计局.   [2023-01-04]. （原始内容存档 (PDF)于2023-02-17） （乌克兰语及英语）.
6. ↑  . Ukrainska Pravda. 2014-06-16. （原始内容存档于2022-12-10） （乌克兰语）.
7. ↑  Koshiw, Isobel; Vlasova, Anastasia. . openDemocracy. 2017-07-31. （原始内容存档于2023-09-22） （英语）.
8. ↑  . 中国新闻社. 2015-05-18  [2023-11-02]. （原始内容存档于2023-11-02） （中文（中国大陆））.
9. ↑  刘曦. . 新华社. 2015-05-21  [2023-11-02]. （原始内容存档于2023-11-02） （中文（中国大陆））.
10. ↑  胡晓光. . 新华社. 2015-05-19  [2023-11-02]. （原始内容存档于2023-11-02） （中文（中国大陆））.
11. ↑  . 乌克兰国家通讯社. 2022-02-24  [2023-07-29]. （原始内容存档于2022-05-11） （英语）.
12. ↑  . Gazeta.ua. 2022-02-25. （原始内容存档于2022-12-10） （乌克兰语）.
13. ↑  Graham-Harrison, Emma; Koshiw, Isobel. . 卫报. 2022-03-04. （原始内容存档于2023-02-01） （英语）.
14. ↑  . ukrcensus.gov.ua.   [2023-07-29]. （原始内容存档于2022-11-07）.